# Miroslav Kadlec
Miroslav Kadlec (* 22. Juni 1964 in Uherské Hradiště) ist ein ehemaliger tschechischer Fußballspieler.

## Karriere

### Vereinskarriere
Kadlec kam in der Saison 1990/91 von TJ Vítkovice zum 1. FC Kaiserslautern. Als technisch guter Abwehrspieler und Freistossspezialist war Kadlec acht Jahre lang Leistungsträger des FCK und maßgeblich am Gewinn der Deutschen Meisterschaft 1991 und 1998 sowie dem DFB-Pokalsieg 1996 beteiligt. Kadlec bestritt 234 Spiele für Kaiserslautern und erzielte 17 Tore (davon 24 Spiele und ein Tor in der 2. Bundesliga). Nach seinem Weggang aus Kaiserslautern spielte er noch vier Jahre in der ersten tschechischen Liga, bevor er 2002 seine Laufbahn beendete und als lizenzierter Spielerberater arbeitete.

### Nationalmannschaft
Als Kapitän führte er die Tschechische Fußballnationalmannschaft bei der EM 1996 in England ins Finale (1:2 gegen Deutschland). Insgesamt bestritt Kadlec 64 Länderspiele (38 für die Tschechoslowakei, 26 für Tschechien) und erzielte dabei 2 Tore (1/1).

## Erfolge

### Verein
- Deutsche Meisterschaft: Meister 1991 und 1998
- DFB-Pokal: Pokalsieg 1996

### Nationalmannschaft
- Fußball-Weltmeisterschaft: Viertelfinalist 1990
- Fußball-Europameisterschaft: Finalist 1996

## Privates
Kadlec ist verheiratet und hat einen Sohn sowie eine Tochter. Sein Sohn Michal (* 1984) ist selbst Fußballer und spielt beim 1. FC Slovácko.